# Hechtlamellen

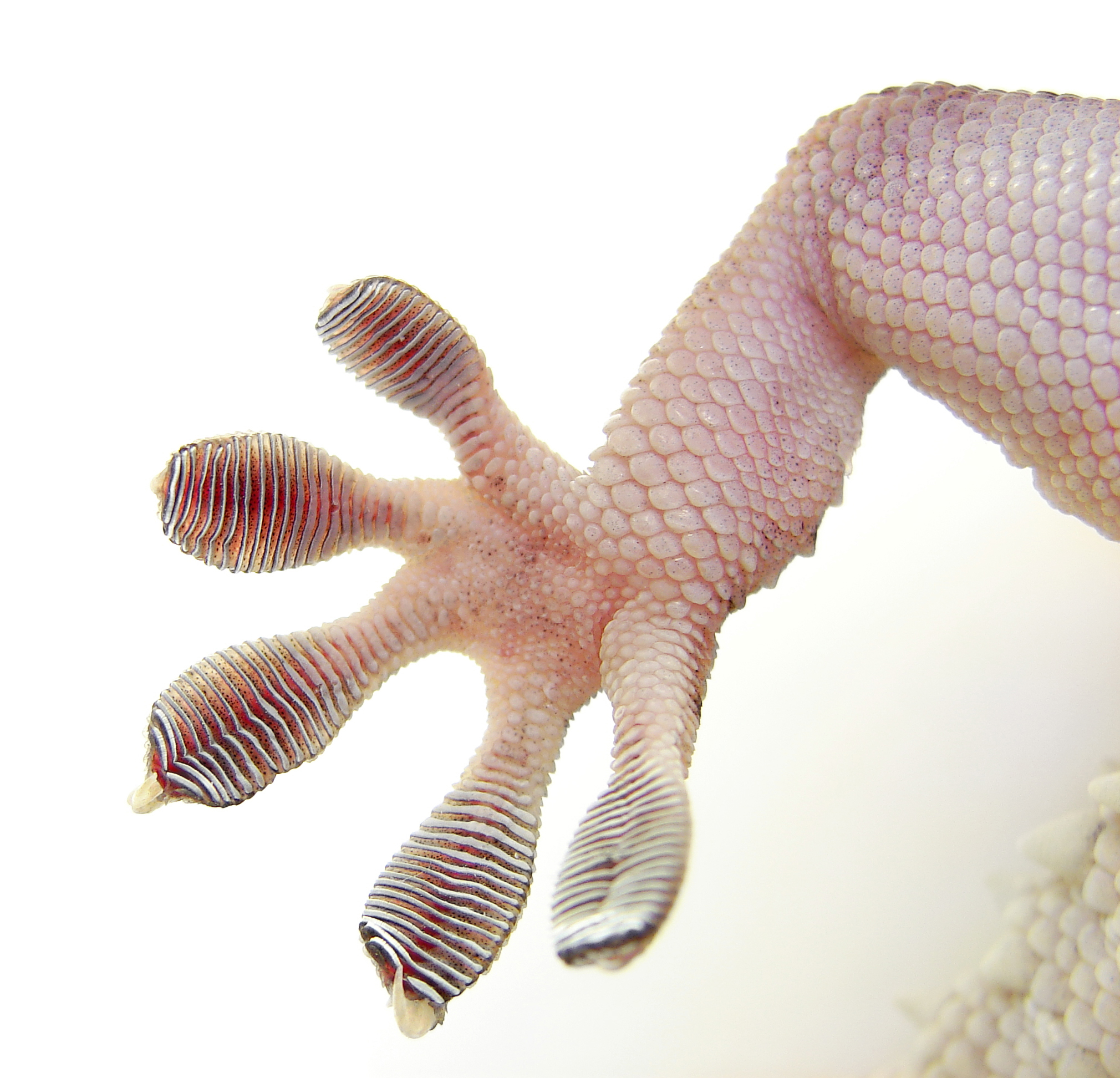
De onderkant van de poot van een gekko

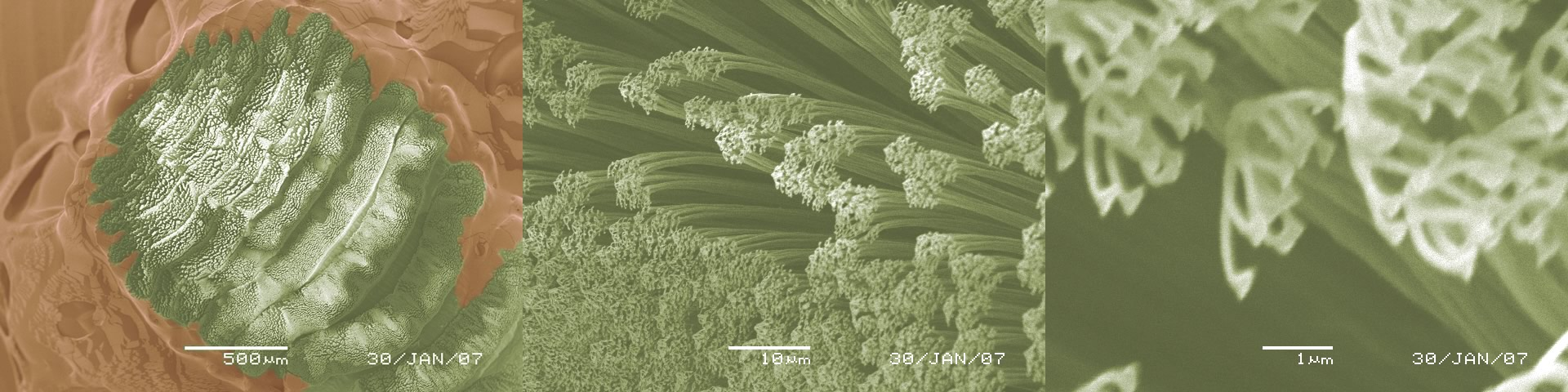
Microscopische opnames van de lamellae, de setae en de spatulae

Hechtlamellen zijn geribbelde structuren onder de vingers en tenen van een aantal groepen hagedissen, zoals gekko's en anolissen. Bij sommige gekko's komen ook dergelijke structuren voor onder de staart, meestal nabij de staartpunt. Ze dienen om het contactoppervlak te verhogen zodat het dier zich stevig kan hechten aan de ondergrond. 
De hechtlamellen bestaan uit kleine huidplooien, elke plooi bevat miljoenen zeer kleine haar-achtige structuren, die met het blote oog niet waargenomen kunnen worden. De haartjes zijn zo klein, en hebben elk weer zoveel uitlopers, dat ze een kracht opwekken die alleen op zeer kleine schaal plaatsvindt.
Dit heeft te maken met het feit dat het oppervlak groot genoeg is om het gewicht te dragen en zo de zwaartekracht te weerstaan. Door de extreem kleine haartjes wordt het feitelijke contactoppervlak zo groot dat een gekko van veertig centimeter aan het plafond kan hangen. Deze krachten, die alleen werken op moleculair niveau, heten vanderwaalskrachten.